# Giełda Papierów Wartościowych w Namibii
Giełda Papierów Wartościowych w Namibii (ang. Namibian Stock Exchange) – giełda papierów wartościowych w Windhuk, stolicy Namibii, założona w 1992 roku. Według stanu na dzień 16 kwietnia 2015, na giełdzie notowane są akcje 32 spółek, a całkowita kapitalizacja wszystkich instrumentów free float wynosi 1,27 biliona dolarów.